# Saccoglossus
Saccoglossus es un género de «gusano bellota» (Clase Enteropneusta). Es el género más grande de esta clase, con 18 especies.
Este género se caracteriza especialmente por los anillos concéntricos de fibras musculares en la trompa. Muchos Saccoglossus se pueden encontrar en hábitats costeros de barro y arena, a menudo cerca de bahías. Cavan tubos en el sustrato, expulsando montones cónicos de piezas fundidas en forma de espiral.
Los «gusanos bellota» de este género son conocidos por la producción y acumulación de diversos fenoles y pirroles halogenados.

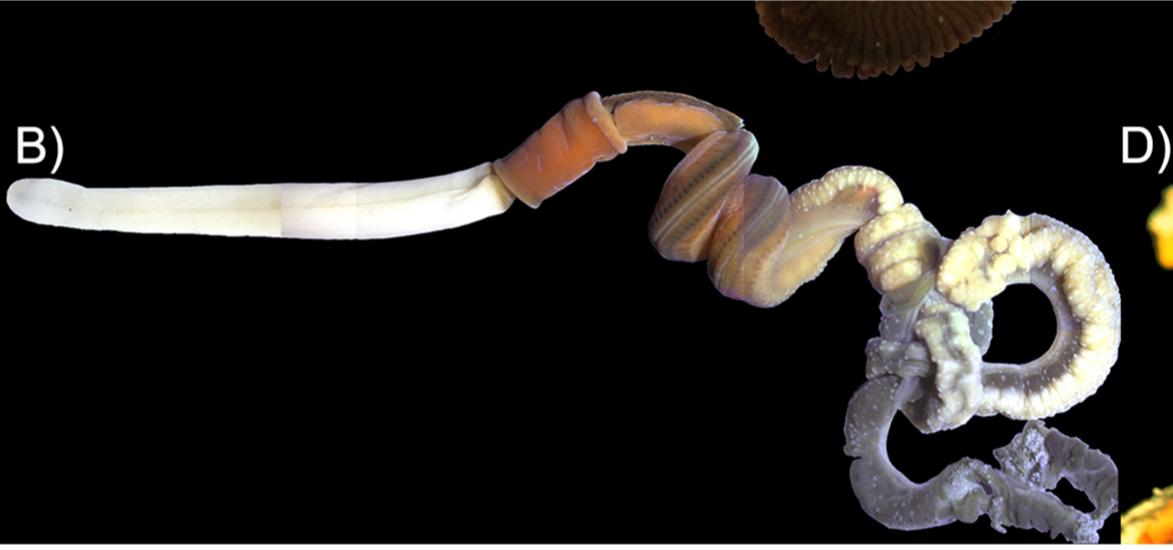
Saccoglossus bromofenolosus.

## Especies
Incluye las especies:
- Saccoglossus apatensis Thomas, 1956
- Saccoglossus aulakoeis Thomas, 1968
- Saccoglossus bromophenolosus King, Giray and Kornfield, 1994
- Saccoglossus horsti Brambell and Goodhart, 1941
- Saccoglossus hwangtauensis Si & Kwang-Chung, 1935
- Saccoglossus inhacensis van der Horst, 1934
- Saccoglossus kowalevskii (Agassiz, 1873)
- Saccoglossus madrasensis Rao, 1957
- Saccoglossus mereschkowskii (Wagner, 1885)
- Saccoglossus otagoensis (Benham, 1899)
- Saccoglossus palmeri Cameron, et al., 2010[1]
- Saccoglossus porochordus Cameron, et al., 2010[1]
- Saccoglossus pusillus (Ritter, 1902)
- Saccoglossus rhabdorhynchus Cameron, et al., 2010[1]
- Saccoglossus ruber Tattersall, 1905
- Saccoglossus shumaginensis Cameron, et al., 2010[1]
- Saccoglossus sonorensis Cameron, et al., 2010[1]
- Saccoglossus sulcatus (Spengel, 1893)